# Боатенг, Жером
Жеро́м Агьени́м Боате́нг (фр. Jérôme Agyenim Boateng; род. 3 сентября 1988, Западный Берлин) — немецкий футболист, защитник. Единокровный брат футболиста Кевина-Принса Боатенга.
Жером родился в Западном Берлине, свою карьеру начинал в местных клубах «Теннис Боруссия Берлин» и «Герта». В 2007 году дебютировал в основе «Герты», однако уже после неполного сезона перебрался в стан «Гамбурга». В 2010 году Джером стал одним из многочисленных новичков «Манчестер Сити». Однако в Манчестере немец не закрепился и после весьма скромного сезона отправился в «Баварию».
С 2009 года по 2019 играл в основном составе сборной Германии. Вместе с Бундестим выигрывал бронзу 2010 года, а также становился чемпионом мира 2014 года.

## Биография
Жером Боатенг родился в Западном Берлине в 1988 году. Его отец родом из Ганы, а мать — немка, поддерживающая местный футбольный клуб «Герта». Брат отца Жерома в своё время играл за сборную Ганы по футболу.
В 1987 году у отца Боатенга родился сын Кевин-Принс, в будущем ставший единокровным братом Жерома. Также у Жерома и Кевина есть и третий брат — музыкант Джордж, известный под творческим псевдонимом BTNG (не путать с нидерландским футболистом ганского происхождения Джорджем Боатенгом).

## Клубная карьера
Уже после объединения Германии поступил в академию футбольного клуба «Теннис Боруссия», где провёл 6 лет. В 2002 затем перебрался в академию «Герты».

### «Герта»
В 2006 году 18-летний защитник стал капитаном резерва «Старой Дамы», отыграв здесь более 40 матчей. Накануне сезона 2006/07 был переведён в первую команду «Герты». 10 марта 2007 года он сыграл свой первый матч за «Герту» в бундеслиге против мёнхенгладбахской «Боруссии». Это был матч 25 тура, «Герта» проиграла в нём со счётом 1:3, Боатенг вышел в основе, сыграл весь матч и заработал жёлтую карточку. До конца сезона провёл в составе «Герты» 7 матчей, а уже летом перешёл в стан «Гамбурга». Он обошёлся «Гамбургу» в 2,5 миллиона евро.

### «Гамбург»
Карьера немца в составе гамбургского клуба началась удачно, в дебютном сезоне он провёл 29 матчей Бундеслиги, 26 из которых начинал в основе. Боатенг признавался одним из самых талантливых игроков чемпионата Германии и начал привлекаться в игру за молодёжные команды Бундестим, однако карьера в «Гамбурге» пошла по наклонной. В сезоне 2008/09 Жером провёл на поле всего 2202 минуты, отдал две голевые передачи и заработал удаление в поединке против «Байера» (2:1).
После ярко проведённого чемпионата Европы среди молодёжных команд сумел вернуться в основу «Гамбурга». 30 августа 2009 года забил свой первый гол в профессиональной карьере, поразив ворота датского «Раннерса» в рамках Лиги Европы (4:0). Во втором сезоне за «Гамбург» Жером сыграл 21 матч, из них всего в 14 он выходил в основе.

### «Манчестер Сити»
В мае 2010 года Боатенг перешёл в английский «Манчестер Сити», став первым новичком «горожан», которых возглавил Роберто Манчини. Английский клуб заплатил за его трансфер £10,4 млн. Карьера в стане «Ман Сити» не задалась, Жером проигрывал конкуренцию Компани и Джолеону Лескотту. По итогам своей английской командировки Жером сумел выиграть первый трофей, взяв Кубок Англии. 14 июля 2011 года «Бавария» договорилась с «Манчестер Сити» о покупке Боатенга, сумма трансфера составила 14 миллионов евро.

### «Бавария»
В «Баварии» Боатенга ждал очень плодотворный сезон: с учётом кубковых соревнований он провёл на поле 4825 минут — больше было только у Мануэля Нойера и Франка Рибери. В августе 2012 года Жером отыграл все 90 минут финала Суперкубка Германии против дортмундской «Боруссии» (2:1). Этот трофей стал первым в мюнхенской карьере Боатенга, но далеко не последним. Жером провёл без замен 12 встреч, пока 11 ноября не получил травму в поединке против «Айнтрахта». В следующий раз он появился на поле лишь в середине декабря, а во второй половине сезона начал регулярно выпадать из основы. Несмотря на это, Жером принял участие в финальных встречах в Лиги чемпионов и Кубка Германии и помог своему клубу взять абсолютно все трофеи сезона.
Летом 2013 года «Бавария» подписала со своим защитником новое трёхлетнее соглашение. Боатенг ровно провёл сезон, приняв участие в 54 матчах команды и забив два гола. Сезон 2014/2015 также прошёл для Жерома очень удачно: немец принял участие в 27 матчах Бундеслиги, выходя в основном составе практически во всех играх и внеся весомый вклад в чемпионство «Баварии». 17 сентября 2014 года Боатенг забил свой первый гол в европейских турнирах за «Баварию» в матче Лиги Чемпионов против своего бывшего клуба «Манчестер Сити». 3 февраля 2015 года Боатенг получил красную карточку в матче против «Шальке-04», в результате чего был дисквалифицирован на 3 матча.. Жером так же забил в матчах Лиги Чемпионов против «Порту»(6-1) и донецкого «Шахтёра»(7-0).
Сезон 2015/2016 Боатенг начал в матче за Суперкубок Германии. 22 августа 2015 года в матче против «Хоффенхайма» он получил красную карточку. 18 декабря Боатенг подписал новое соглашение с клубом, продлевающее их сотрудничество до 2021 года. Всего в сезоне Жером провёл 31 матч и был признан футболистом года в Германии, а также вошёл в символическую сборную Бундеслиги этого сезона. «Бавария» смогла оформить золотой дубль, выиграв Кубок Германии и Бундеслигу.
Большую часть сезона 2016/2017 Боатенг пропустил из-за травм, сыграв только 21 матч во всех турнирах и не отличившись результативными действиями. 5 января 2017 года он был включён в команду года УЕФА. Сезон 2017/2018 футболист провёл стабильнее, чём прошлый. Несмотря на то, что Жером продолжил лечиться от полученных травм, он смог принять участие в 31 матче и отметиться 2 забитыми мячами.

## Карьера в сборной
Чемпион Европы в составе сборной Германии до 21 года. На турнир, проходивший в Нидерландах, отправился вместе с такими игроками как Мануэль Нойер, Бенедикт Хёведес, Месут Озил, Дежага, Хедира, Хуммельс и др. Боатенг провёл на поле все пять встреч, включая финальный поединок против англичан (4:0) и был включён в символическую сборную ЧЕ.

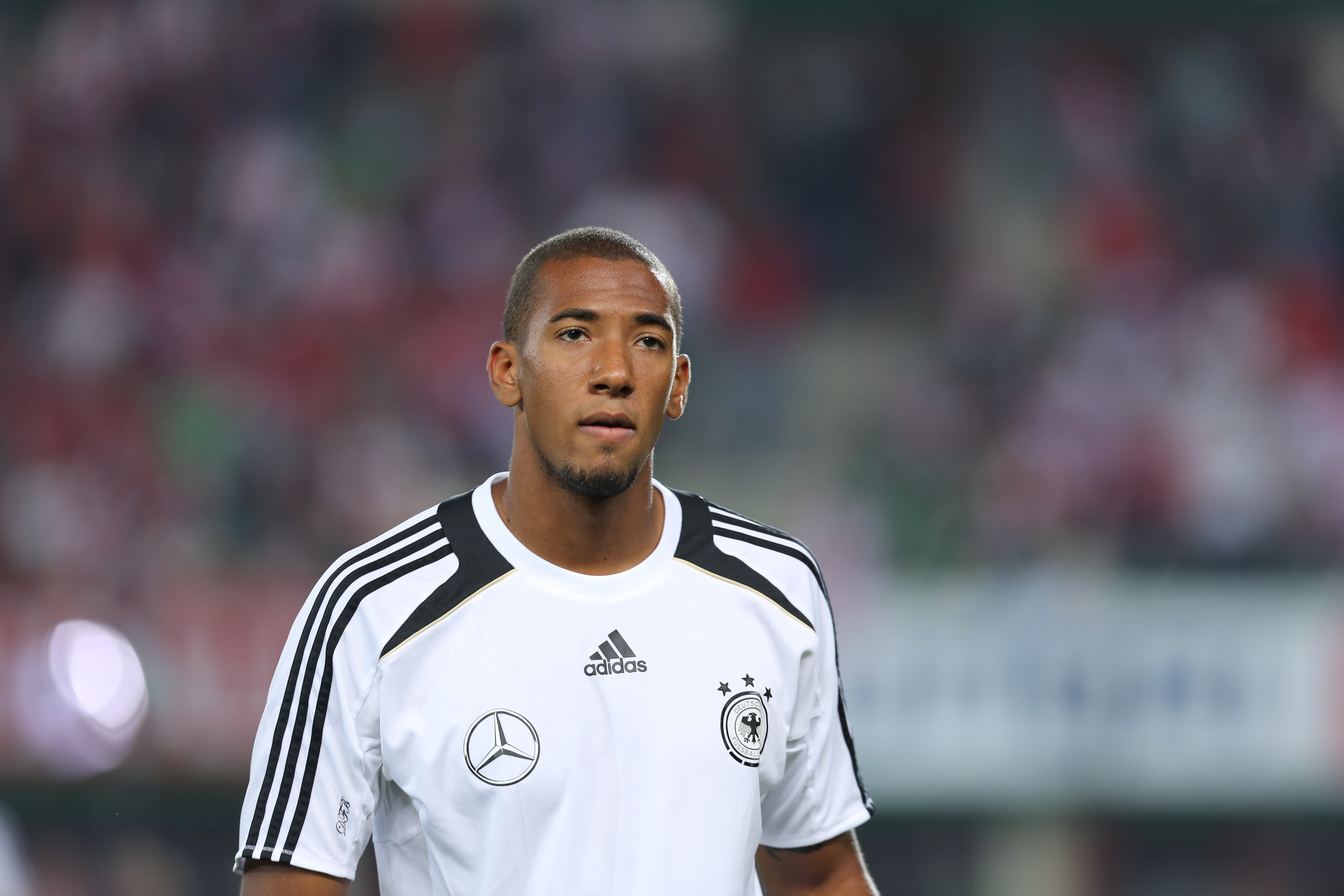
Боатенг в составе сборной Германии

В сборной Германии дебютировал 10 октября 2009 года в матче против России в Москве, однако отличился со знаком «минус», получив красную карточку. Тем не менее, даже оставшись вдесятером, немцы сумели удержать победу со счётом 1:0 и квалифицироваться на чемпионат мира с первого места. Летом 2010 года Жером отправился на чемпионат Мира в ЮАР. Первые два матча против Австралии и Сербии просидел на скамейке запасных, а также провёл все 90 минут знаменитого поединка против Англии (4:1). На чемпионате мира 2010 года играл в матче с Ганой против своего брата Кевина-Принса. После этого турнира Джером рассматривался в качестве основного центрального защитника Бундестим. Он отправился в составе сборной на ЧЕ-2012, где провёл все 5 матчей, включая проигранный полуфинал против Италии (2:1).
Жером принял участие в 7 матчах сборной в рамках отборочного цикла к ЧМ-2014. На финальном турнире в Бразилии вышел на поле во всех 6 матчах сборной, был заменён в поединке против Ганы. По итогам турнира попал в список 33 лучших футболистов.
Боатенг был вызван в сборную Германии на чемпионат Европы по футболу 2016 года во Франции в качестве основного защитника. 26 июня 2016 Боатенг забил свой первый гол за сборную Германии в матче против Словакии (3-0).
Йоахим Лёв включил Боатенга в состав на чемпионат мира по футболу 2018 года в России.

## Вне футбола
В 2018-м году объявил, что будет издавать свой журнал под названием «BOA». В журнале будут публиковаться материалы о музыке, моде и спорте. Первый номер вышел в ноябре того же года. Значительная часть выпуска была посвящена проблеме расизма.
В 2019-м году появился в эпизодической роли в фильме «Люди в чёрном: Интернэшнл», сыграв инопланетянина.

## Достижения

### Командные
«Манчестер Сити»
- Обладатель Кубка Англии: 2010/11

«Бавария»
- Чемпион Германии (9): 2012/13, 2013/14, 2014/15, 2015/16, 2016/17, 2017/18, 2018/19, 2019/20, 2020/21
- Обладатель Кубка Германии (5): 2012/13, 2013/14, 2015/16, 2018/19, 2019/20
- Обладатель Суперкубка Германии (5): 2012, 2016, 2017, 2018, 2020
- Победитель Лиги чемпионов УЕФА (2): 2012/13, 2019/20
- Обладатель Суперкубка УЕФА (2): 2013, 2020
- Победитель Клубного чемпионата мира (2): 2013, 2020
- Финалист Лиги чемпионов УЕФА: 2011/12

Сборная Германии (до 21 года)
- Чемпион Европы среди молодёжных команд: 2009[24]

Сборная Германии
- Чемпион мира: 2014
- Бронзовый призёр чемпионата мира: 2010
- Бронзовый призёр чемпионата Европы (2): 2012, 2016

### Личные
- Футболист года в Германии: 2016
- Бронзовая Медаль Фрица Вальтера: 2014 (Категория U-19)
- Обладатель награды Серебряный лавровый лист (2): 2010, 2014
- Входит в состав символической сборной чемпионата Европы 2016 по версии УЕФА[25]
- Входит в состав символической сборной года по версии УЕФА: 2016[16]
- Входит в команду года Бундеслиги (2): 2014/2015, 2015/2016[26]

## Клубная статистика
| Выступление      | Выступление      | Выступление      | Чемпионат | Чемпионат | Кубки | Кубки | Еврокубки | Еврокубки | Прочие | Прочие | Итого | Итого |
| Клуб             | Лига             | Сезон            | Игры      | Голы      | Игры  | Голы  | Игры      | Голы      | Игры   | Голы   | Игры  | Голы  |
| ---------------- | ---------------- | ---------------- | --------- | --------- | ----- | ----- | --------- | --------- | ------ | ------ | ----- | ----- |
| Герта (Берлин)   | Бундеслига       | 2006/07          | 10        | 0         | 1     | 0     | 0         | 0         | —      | —      | 11    | 0     |
| Герта (Берлин)   | Итого            | Итого            | 10        | 0         | 1     | 0     | 0         | 0         | —      | —      | 11    | 0     |
| Гамбург          | Бундеслига       | 2007/08          | 27        | 0         | 3     | 0     | 7         | 0         | —      | —      | 37    | 0     |
| Гамбург          | Бундеслига       | 2008/09          | 21        | 0         | 5     | 0     | 9         | 0         | —      | —      | 35    | 0     |
| Гамбург          | Бундеслига       | 2009/10          | 27        | 0         | 1     | 0     | 13        | 2         | —      | —      | 41    | 2     |
| Гамбург          | Итого            | Итого            | 75        | 0         | 9     | 0     | 29        | 2         | —      | —      | 113   | 2     |
| Манчестер Сити   | Премьер-лига     | 2010/11          | 16        | 0         | 3     | 0     | 5         | 0         | —      | —      | 24    | 0     |
| Манчестер Сити   | Итого            | Итого            | 16        | 0         | 3     | 0     | 5         | 0         | —      | —      | 24    | 0     |
| Бавария          | Бундеслига       | 2011/12          | 27        | 0         | 6     | 0     | 15        | 0         | —      | —      | 48    | 0     |
| Бавария          | Бундеслига       | 2012/13          | 26        | 2         | 5     | 0     | 9         | 0         | —      | —      | 40    | 2     |
| Бавария          | Бундеслига       | 2013/14          | 25        | 1         | 6     | 0     | 12        | 0         | —      | —      | 43    | 1     |
| Бавария          | Бундеслига       | 2014/15          | 27        | 0         | 6     | 0     | 11        | 3         | —      | —      | 44    | 3     |
| Бавария          | Бундеслига       | 2015/16          | 19        | 0         | 5     | 0     | 7         | 0         | —      | —      | 31    | 0     |
| Бавария          | Бундеслига       | 2016/17          | 13        | 0         | 2     | 0     | 6         | 0         | —      | —      | 21    | 0     |
| Бавария          | Бундеслига       | 2017/18          | 19        | 1         | 3     | 1     | 9         | 0         | —      | —      | 31    | 2     |
| Бавария          | Бундеслига       | 2018/19          | 20        | 0         | 3     | 0     | 5         | 0         | —      | —      | 28    | 0     |
| Бавария          | Бундеслига       | 2019/20          | 24        | 0         | 5     | 0     | 9         | 0         | —      | —      | 38    | 0     |
| Бавария          | Бундеслига       | 2020/21          | 29        | 1         | 1     | 0     | 9         | 1         | —      | —      | 39    | 2     |
| Бавария          | Итого            | Итого            | 229       | 5         | 42    | 1     | 92        | 4         | —      | —      | 363   | 10    |
| Олимпик Лион     | Лига 1           | 2021/22          | 24        | 0         | 0     | 0     | 3         | 0         | —      | —      | 27    | 0     |
| Олимпик Лион     | Лига 1           | 2022/23          | 8         | 0         | 0     | 0     | 0         | 0         | —      | —      | 8     | 0     |
| Олимпик Лион     | Итого            | Итого            | 32        | 0         | 0     | 0     | 3         | 0         | —      | —      | 35    | 0     |
| Салернитана      | Серия A          | 2023/24          | 7         | 0         | 0     | 0     | 0         | 0         | —      | —      | 7     | 0     |
| Салернитана      | Итого            | Итого            | 7         | 0         | 0     | 0     | 0         | 0         | —      | —      | 7     | 0     |
| ЛАСК             | Бундеслига       | 2024/25          | 9         | 0         | 0     | 0     | 4         | 0         | 1      | 0      | 14    | 0     |
| ЛАСК             | Итого            | Итого            | 9         | 0         | 0     | 0     | 4         | 0         | 1      | 0      | 14    | 0     |
| Всего за карьеру | Всего за карьеру | Всего за карьеру | 378       | 5         | 55    | 1     | 133       | 6         | 1      | 0      | 567   | 12    |

1. ↑  Кубок Германии, Кубок Англии
2. ↑  Лига чемпионов УЕФА, Лига Европы УЕФА, Суперкубок УЕФА, Клубный чемпионат мира
3. ↑  Матчи плей-офф чемпионата Австрии.